# Моусо, Роберто
Роберто Моусо (исп. Roberto Mouzo; род. 8 января 1953, Авельянеда, Буэнос-Айрес) — аргентинский футболист и тренер. Выступал на позиции защитника. Трехкратный чемпион Аргентины, двукратный обладатель Кубка Либертадорес, победитель Межконтинентального кубка. Рекордсмен «Бока Хуниорс» по числу сыгранных матчей — 426 во всех турнирах.

## Биография
Родился в январе 1953 года в пригороде Буэнос-Айреса Авельянеде. Воспитанник «Бока Хуниорс». За основную команду дебютировал 11 ноября 1971 года в матче против «Химнасия и Эсгрима» (0:0). Несмотря на многочисленные травмы провел за «Боку» рекордные 426 матчей, включая 29 Суперкласико. В 1984 году покинул столичный клуб по состоянию здоровья. В 1986 году завершил карьеру футболиста. В 1987 году попытался вернуться в футбол: Моусо подписал шестимесячный контракт с бразильской «Виторией», однако при подготовке к сезону получил травму и разорвал соглашение с клубом. Позже работал страховым агентом.

### Карьера в сборной
Провел за «альбиселесте» четыре матча, первый из которых состоялся 20 ноября 1974 года против Чили (1:1). Участник Кубка Америки 1983 года.

### Тренерская карьера
Тренерскую карьеру начал в 1990 году. Работал в нескольких футбольных академиях. Занимал различные должности в системе «Бока Хуниорс». В 1996 году вместе с Франсиско Са временно исполнял обязанности главного тренера «Боки».

### Личная жизнь
Был женат. Овдовел в 2009 году. Позже Моузо признавался, что потеря жены ввергла его в глубокую депрессию, которая привела к попытке суицида.

## Достижения

### Командные
- Чемпион Аргентины: 1976 (Метрополитано), 1976 (Насьональ), 1981
- Обладатель Кубка Либертадорес: 1977, 1978
- Обладатель Межконтинентального кубка: 1977

### Личные
- Лучший защитник чемпионата Аргентины: 1976 (Насьональ)
- Рекордсмен «Бока Хуниорс» по числу матчей: 426